# Gessertshausen
Gessertshausen est une commune allemande de Bavière située dans l'arrondissement d'Augsbourg et le district de Souabe.

## Géographie

Situation de Gessertshausen dans l'arrondissement d'Augsbourg

Gessertshausen est située dans le Parc naturel d'Augsbourg-Westliche Wälder, sur la Schmutter, affluent du Danube, à 16 km au sud-ouest d'Augsbourg.
La commune est composée de huit villages : Deubach, Döpshofen, Wollishausen, Gessertshausen, Dietkirch, Oberschönenfeld, Westerhof et Margertshausen.
Gessertshausen est le siège de la communauté d'administration de Gessertshausen qui comprend les deux communes de Gessertshausen et Ustersbach et qui comptait 5 474 habitants en 2004 pour une superficie de 52,48 km2. La communauté a été fondée le 1er mai 1978 et, en 1994, la commune de Kutzenhausen a repris son indépendance.
Communes limitrophes (en commençant par le nord et dans le sens des aiguilles d'une montre) : Kutzenhausen, Diedorf, Bobingen et Fischach.

## Histoire
Le village de Gessertshausen est certainement l'un des plus anciens établissements du Schmuttertal mais la première mention écrite du village date des environs de 1150. Pendant le Moyen Âge, le village a été la propriété de l'évêché d'Augsbourg avant d'appartenir au monastère d'Oberschönenfeld jusqu'en 1803 et à son intégration au royaume de Bavière.
L'abbaye cistercienne féminine fut créée en 1211 sous le patronage de Marie. Les bâtiments furent reconstruits en style baroque de 1718 à 1721. Dissous en 1803 sans que les religieuses ne soient expulsées, le monastère fut recréé par le roi Louis Ier de Bavière en 1836.
Pendant les réformes administratives des années 1970, les communes de Deubach, Döpshofen, Margertshausne et Wollinshausen ont été incorporées à celle de Gessertshausen.

## Économie
La brasserie Brauerei Schimpfle se trouve à Gessertshausen.

## Démographie
| 1840  | 1871  | 1900  | 1910  | 1925  | 1933  | 1939  | 1950  | 1961  |
| ----- | ----- | ----- | ----- | ----- | ----- | ----- | ----- | ----- |
| 1 396 | 1 604 | 1 692 | 1 779 | 1 939 | 1 957 | 1 954 | 3 156 | 2 906 |

| 1970  | 1987  | 2000  | 2005  | 2009  | - | - | - | - |
| ----- | ----- | ----- | ----- | ----- | - | - | - | - |
| 2 963 | 3 862 | 4 333 | 4 307 | 4 247 | - | - | - | - |

## Monuments
- Abbaye cistercienne d'Oberschönenfeld et Musée régional souabe